# Dimetilacetamidă
Dimetilacetamida (uneori abreviată DMA sau DMAC) este un compus organic cu formula chimică CH3C(O)N(CH3)2. Este un compus lichid, incolor, miscibil cu apa, utilizat ca solvent polar în sinteza organică.

## Obținere
DMAC este obținută la nivel industrial în urma reacției dintre dimetilamină și anhidridă acetică sau acid acetic. De asemenea, deshidratarea sării dimetilaminei cu acidul acetic duce la formarea acestui compus:
{\displaystyle {\ce {CH3COOH*HN(CH3)2 -> H2O + CH3CON(CH3)2}}}
Dimetilacetamida poate fi obținută și în urma reacției dintre dimetilamină și acetat de metil:
Separarea și purificarea produsului se face prin distilare în mai multe etape, în coloane de rectificare. Randamentul reacției este ridicat (99%).